# Jezierskie
Jezierskie (ukr. Озерське) – wieś na Ukrainie, w rejonie jaworowskim obwodu lwowskiego.

## Historia
Dawniej przysiółek wsi Jaśniska w powiecie gródeckim.